# Athyrium triangulare
Athyrium triangulare är en majbräkenväxtart som beskrevs av Cornelis Rugier Willem Karel van Alderwerelt van Rosenburgh. Athyrium triangulare ingår i släktet Athyrium och familjen Athyriaceae. Inga underarter finns listade.